# Gonomyia diacantha
Gonomyia diacantha är en tvåvingeart som beskrevs av Alexander 1934. Gonomyia diacantha ingår i släktet Gonomyia och familjen småharkrankar. Inga underarter finns listade i Catalogue of Life.